# Traité de Leake
Le traité de Leake est un accord conclu le 9 août 1318 entre le roi Édouard II d'Angleterre et son cousin Thomas de Lancastre, 2e comte de Lancastre, chef de l'opposition baronniale. Il survient dans le contexte de la rivalité pour le contrôle du gouvernement qui oppose les deux cousins depuis l'avènement du roi en 1307. À la tête du gouvernement d'Angleterre entre 1314 et 1316, Thomas de Lancastre se retrouve depuis marginalisé des affaires du royaume et s'oppose graduellement aux favoris d'Édouard II, ce qui fait craindre l'éclatement de la guerre civile. L'incertitude politique et la  menace écossaise poussent toutefois les deux camps à chercher à négocier un compromis. De ce fait, de multiples prélats et barons s'impliquent dans de longues et difficiles négociations entre le roi et son puissant vassal entre avril et juillet 1318, avant de déboucher sur un accord satisfaisant les deux hommes.
Les conditions du traité de Leake soulignent la nécessité pour le roi de réformer son gouvernement et de se distancer de ses favoris, tandis que le comte est invité à s'impliquer davantage dans les affaires du royaume. Si le traité porte ses fruits pendant quelques mois, les relations entre les deux cousins s'aggravent rapidement et le duel entre Édouard II et Thomas de Lancastre s'achève finalement en 1322 lorsque ce dernier est exécuté après avoir conduit une rébellion infructueuse. Bien que les premiers historiens s'intéressant au traité de Leake pensent qu'il résulte de la volonté d'un « parti du Milieu », situé entre le parti de la cour influencé par le roi et ses favoris d'une part, et les barons extrêmes conduits par Lancastre d'autre part, le consensus adopté par les historiens modernes démontre que les négociations et la signature du traité sont plutôt le fruit de barons modérés et proches du roi ayant cherché la meilleure issue aux tensions entre les deux hommes.

## Prélude
Dès le début de son règne, qui commence le 7 juillet 1307, le roi Édouard II d'Angleterre se heurte à l'opposition des membres du baronnage anglais, principalement à cause des faveurs démesurées qu'il attribue à son favori Pierre Gaveston, de la mauvaise gestion du conflit avec l'Écosse et du déficit dans les finances du royaume. Le plus important des opposants à la politique du nouveau roi est son propre cousin Thomas de Lancastre, 2e comte de Lancastre, qui acquiert une position de leadership parmi les magnats d'Angleterre aux alentours de 1310, principalement en raison de son immense richesse et de sa popularité. Lancastre est ainsi l'un des plus ardents défenseurs des Ordonnances de 1311 qui restreignent fortement les prérogatives royales et imposent le bannissement perpétuel de Gaveston, dont il dirige l'exécution sommaire le 19 juin 1312 à la suite du retour illégal du favori royal. Les circonstances politiques de l'époque empêchent Édouard II de venger la mort de son favori et il se retrouve contraint de pardonner aux commanditaires de cette exécution le 16 octobre 1313, même si sa rancune subsiste. Lancastre continue quant à lui à rejeter la politique royale et insiste sur l'application des Ordonnances. Mais ce n'est qu'après la défaite retentissante d'Édouard II face aux Écossais lors de la bataille de Bannockburn le 24 juin 1314 qu'il parvient à se saisir du gouvernement et à isoler politiquement le roi, qui doit consentir de mauvaise grâce à reconnaître à son cousin une place privilégiée au sein de son conseil qui lui permet de mettre en place certaines réformes.
Pour autant, la situation politique en Angleterre se complexifie à partir de 1316. Tandis qu'Édouard II regagne progressivement le pouvoir qu'il a auparavant perdu, il en profite en outre pour se rapprocher de seigneurs modérés, dont le comte de Hereford et les barons Mortimer de Wigmore, et Badlesmere, auxquels il confie plusieurs postes d'influence au sein de l'administration du royaume. Mais, parallèlement, plusieurs courtisans, à l'instar de Roger Damory, Hugh Audley ou William Montagu, exercent peu à peu une influence considérable sur Édouard II et contribuent à alimenter la discorde entre le roi et le comte de Lancastre. Ce dernier se retrouve finalement contraint d'abandonner sa place au sein du gouvernement et à se retirer de la cour. Son hostilité envers le parti royal se manifeste rapidement, puisqu'il est vraisemblablement le commanditaire de l'enlèvement d'Henri de Beaumont, 1er baron Beaumont, et de son frère Louis, évêque de Durham, deux proches du roi, en septembre 1317. En octobre et novembre de la même année, les partisans du magnat occupent les châteaux de Knaresborough et d'Alton, qui appartiennent à Roger Damory. Thomas de Lancastre constitue désormais une menace militaire, puisqu'il attaque les possessions de John de Warenne, 7e comte de Surrey, qui a fait enlever son épouse Alice de Lacy en mai 1317, et mobilise dangereusement ses forces. En octobre 1317, son château de Pontefract manque de peu d'être assiégé par le roi, qui en est dissuadé par le comte de Pembroke.
À la situation intérieure déjà sérieusement explosive qui fait craindre l'éclatement de la guerre civile s'ajoute la situation militaire extérieure déplorable lorsque de vastes raids écossais sont entrepris dans le Nord de l'Angleterre, qui menacent franchement les grandes villes de cette région, dont Carlisle et Berwick. Pour se défendre contre les incursions écossaises, Édouard II a toutefois besoin du soutien militaire indispensable de son cousin. À présent, le roi se déclare prêt à temporiser avec le comte et lui envoie plusieurs messagers afin d'empêcher que leurs relations ne se détériorent davantage. Déjà, le 30 décembre 1317, plusieurs évêques rencontrent le conseil royal pour proposer une médiation entre les deux cousins,. Édouard convoque pour le 27 janvier 1318 un Parlement, qui doit se réunir à Lincoln, mais son conseil lui recommande d'ajourner le Parlement et de conclure d'abord un accord avec Lancastre, avant de réclamer les subsides nécessaires à son expédition ultérieure contre l'Écosse. Le report de l'assemblée parlementaire est décidé par le roi le 4 janvier 1318. Peu après, John Salmon, évêque de Norwich, se rend auprès de Thomas de Lancastre au château de Pontefract, apparemment afin d'obtenir sa confirmation d'accepter d'entamer des négociations avec Édouard II. Le 23 février, un synode de la province ecclésiastique de Canterbury a lieu dans la cathédrale Saint-Paul de Londres, au cours duquel les évêques présents acceptent de ramener la concorde au sein du royaume et de négocier prochainement avec le comte de Lancastre à Leicester.

## Négociations
Le Lord grand chancelier John Sandale, évêque de Winchester, est missionné à Leicester par Édouard II le 29 mars 1318. Les négociations avec Thomas de Lancastre commencent début avril et s'achèvent le 12. Outre Sandale, la délégation représentant le roi comprend Walter Reynolds, archevêque de Canterbury, John Salmon, évêque de Norwich, John Langton, évêque de Chichester, John de Monmouth, évêque de Llandaff, Adam Orleton, évêque de Hereford, Thomas Cobham, évêque de Worcester, les comtes de Pembroke et de Hereford, ainsi que 31 barons, dont Bartholomew de Badlesmere et Walter Norwich. Les chefs de file au cours des négociations avec Lancastre sont probablement Reynolds, Pembroke et Badlesmere. Comme la délégation royale craint l'entourage armé de Lancastre, Badlesmere amène un groupe de 100 hommes d'armes à Leicester pour assurer sa sécurité. Pendant ce temps, le roi Édouard, qui est resté au château de Windsor, maintient un contact avec sa délégation. Le 12 avril, il est annoncé que tout accord entre Édouard II et Thomas de Lancastre doit inclure le respect des Ordonnances, le renvoi des mauvais conseillers et la restitution des présents royaux. En outre, Lancastre réclame que lui-même et ses partisans soient pardonnés pour leurs actions passées, dont la mise à mort de Pierre Gaveston. Actuellement, on ignore si cet accord était un projet de réconciliation préliminaire ou une simple documentation des demandes de Lancastre pour servir de base à d'autres négociations.
Édouard II semble s'être rapidement dit prêt à accepter les requêtes du comte de Lancastre. Le 8 juin 1318, il confirme l'accord conclu à Leicester et convoque son ost pour la fin du mois de juillet à York, dans le but de mener une campagne militaire en Écosse. La mise en œuvre des exigences de Lancastre conduit non seulement au renvoi des courtisans honnis par le comte, mais aussi à de profonds changements d'attribution en terres par le roi. Selon les exigences du magnat, les favoris royaux doivent restituer les biens qu'ils ont reçus du roi, mais également lui payer une compensation pour sa perte de revenus. Les courtisans s'opposent cependant à cette dernière exigence de Lancastre et, lors d'une réunion du conseil de la couronne le 2 juin à laquelle participent également de nombreux évêques, soutiennent que le refus de Lancastre de soutenir le roi est responsable des échecs du gouvernement. Par la suite, d'autres négociations ont lieu avec Lancastre. La plus importante survient le 23 juin à Horninglow, près de Tutbury, avec comme négociateurs Alexander de Bicknor, archevêque de Dublin, John Salmon, évêque de Norwich, et John Hotham, évêque d'Ely et qui vient d'être nommé chancelier. La délégation parvient à un accord durable avec Lancastre, en obtenant que l'attribution des terres doive être décidée individuellement au cours du Parlement et que le roi ne devra pas être compensé pour sa perte de revenus. En définitive, il est convenu que seuls les dons effectués après 1310 devront être pris en compte. 
D'autres points de discorde surgissent lorsque Thomas de Lancastre exige un sauf-conduit pour pouvoir se rendre au Parlement mais ce dernier se méfie des négociateurs royaux et refuse par la suite d'accepter leurs promesses de sauf-conduit. Début juillet, l'archevêque de Dublin, les évêques d'Ely et de Norwich, le comte de Pembroke, les barons Badlesmere et le Despenser négocient avec Lancastre, mais ce dernier n'accepte pas le compromis proposé, car il désire à présent envisager la restitution des concessions de terres par le roi. Au milieu ou à la fin de juillet, une autre délégation composée des
mêmes membres — à l'exception d'Hugues le Despenser, remplacé par le baron Mortimer de Wigmore et le comte d'Arundel — poursuit les négociations. Lancastre finit par céder et accepte que la plupart des courtisans royaux se réconcilient avec lui, à l'exception de William Montagu et de Roger Damory, qu'il accuse de vouloir attenter à sa vie. Il propose ensuite la formation d'un conseil d'État permanent composé de huit évêques, quatre comtes et quatre barons. Chaque trimestre civil, deux évêques, un comte et un baron devront officier. Entretemps, Édouard II se rend à Northampton le 30 juin, où il assiste quelques semaines plus tard à l'exécution de l'imposteur John Deydras, mais Thomas de Lancastre a encore des réserves quant à une rencontre directe avec son cousin. Probablement le 25 juillet, un accord définitif semble être conclu avec Lancastre, qui est ensuite pardonné le 31 juillet par le roi pour ses crimes passés, dont l'exécution de Pierre Gaveston en 1312.

## Signature
Le 7 août 1318, Édouard II et Thomas de Lancastre se rencontrent dans un lieu isolé situé entre les villes de Loughborough et de Leicester et y échangent un baiser de paix. La scène est observée par de nombreux prélats et seigneurs, dont tous les comtes du royaume, à l'exception de John de Warenne, dont la guerre privée avec Thomas de Lancastre se poursuit encore. Le 8 ou le 9 août, les deux cousins se retrouvent une seconde fois, à Nottingham, afin d'y discuter de la défense du Nord de l'Angleterre contre les incursions écossaises jusqu'à l'ouverture du prochain Parlement. Enfin, le 9 août, le traité est officiellement scellé dans le village de Leake, situé dans le Nottinghamshire. Dans le traité, le pardon de Lancastre et de son entourage est confirmé. Ainsi, des lettres de pardon sont délivrées le 14 août à plus de 600 adhérents du comte. En retour, le magnat pardonne à tous ses adversaires, à l'exception de Warenne, qui n'est pas inclus dans les termes de l'accord. La querelle entre les comtes de Lancastre et de Surrey au sujet de l'enlèvement de l'épouse de Lancastre est de ce fait toujours en suspens, de sorte que Warenne n'est pas protégé par le gouvernement d'Édouard II face aux potentielles représailles de Lancastre. Le comte de Surrey se voit contraint d'accepter la paix proposée par son adversaire, qui l'oblige à faire un échange de terrains qui lui est défavorable en mai 1319 et le force à reconnaître qu'il doit payer à Lancastre une énorme indemnité de 50 000 livres, bien que ce dernier n'ait jamais insisté par la suite pour qu'il la paie.
Sur le plan politique, cependant, Thomas de Lancastre doit faire, selon les clauses du traité, des concessions considérables. Bien que les Ordonnances de 1311 doivent être appliquées, le traité de Leake ne mentionne plus explicitement le renvoi des favoris royaux de la cour et la restitution des présents royaux. En vertu du traité, un conseil d'État permanent doit être institué, dont l'approbation se révèle nécessaire pour toutes les décisions gouvernementales, à l'exception des décisions parlementaires. Sans l'accord de ce conseil, le roi ne pourra exercer son autorité. Le conseil doit être composé d'un chevalier banneret désigné par Lancastre, des évêques de Norwich, de Chichester, d'Ely, de Salisbury, de St David's, de Carlisle, de Hereford et de Worcester, des comtes de Pembroke, de Richmond, de Hereford et d'Arundel, des barons d'Okehampton, Mortimer de Wigmore, Segrave et Grey de Wilton. Le comte de Lancastre, en revanche, n'est représenté qu'indirectement par un chevalier banneret, tandis que les autres membres sont presque tous liés au roi par des liens familiaux, par des devoirs de vassalité ou, dans le cas des évêques, comme fonctionnaires. Néanmoins, on peut remarquer que neuf membres de ce conseil ont contribué à édicter les Ordonnances de 1311, malgré leur entente avec Édouard II. Les membres du conseil doivent se relayer tous les trois mois, de sorte que son exercice revient systématiquement à deux prélats, un comte et un baron. Par ailleurs, ils doivent être réélus ou renouvelés chaque année par le seul Parlement.

## Confirmation par le Parlement
Après la signature du traité de Leake, la réconciliation entre Édouard II et Thomas de Lancastre doit être approuvée et confirmée par le Parlement, convoqué le 24 ou 25 août pour siéger à York à partir du 20 octobre. Lancastre demeure pour sa part à York du 26 octobre au 22 novembre et est représenté après son départ par son vassal Roger de Beler lors des réunions avec le roi qui se poursuivent jusqu'au 9 décembre. Après son ouverture, le Parlement donne immédiatement son approbation au traité. Le pardon accordé à Lancastre et ses partisans le 14 août est de nouveau confirmé pour toutes les infractions commises avant le 7 août. Un remaniement des hautes fonctions gouvernementales s'opère afin de satisfaire Lancastre : les évêques d'Ely et de Winchester, qui ont joué un rôle déterminant dans les négociations, sont respectivement confirmés ou nommés Lord grand chancelier et Lord grand trésorier, tandis que William Montagu est remplacé comme Lord-intendant par Bartholomew de Badlesmere et transféré au poste de sénéchal de Gascogne. Enfin, le baron le Despenser remplace le baron Cherleton, un adversaire de Lancastre, au poste de chambellan royal. Le comte de Lancastre, qui avait attaché une grande importance à la restitution des présents royaux, n'est pas soutenu en ce sens par le Parlement, qui n'examine que quelques cas particuliers et ordonne que le comte de Hereford, les barons Badlesmere et le Despenser, Roger Damory et quelques autres renoncent à une partie de ces présents,.
De même, il ne semble pas que le renvoi des favoris royaux ait été exigé par l'assemblée parlementaire : Roger Damory et Hugh Audley quittent apparemment la cour peu après la dissolution du Parlement, tandis que William Montagu se rend dans le duché d'Aquitaine afin d'y accomplir ses nouvelles fonctions, ce qui l'empêche d'entrer en conflit avec Thomas de Lancastre et lui permet de se retirer sans être ouvertement en disgrâce. Quant au conseil d'État permanent, il est élargi à d'autres membres : deux évêques et sept barons. On ignore en revanche quel est le chevalier banneret chargé de représenter Lancastre au conseil d'État permanent, mais il s'agit peut-être de John de Clavering. Le Parlement nomme ensuite une commission pour réformer et améliorer le budget royal, qui comprend William Melton, archevêque d'York, les évêques de Norwich et d'Ely, le comte de Hereford, les barons Badlesmere et Mortimer de Chirk, John de Somery et Walter Norwich. Même s'il renonce à plusieurs des exigences fondamentales qu'il avait formulées, Thomas de Lancastre reçoit l'autorisation de négocier à son souhait dans la guerre privée avec John de Warenne, qui est résolue à son avantage quelques mois plus tard, et d'imposer un accord à William Montagu, à Roger Damory et à Hugh Audley le 23 novembre 1318, par lequel les trois anciens favoris d'Édouard II acceptent d'acquitter des montants plus élevés en compensation de certaines dettes qu'ils doivent au comte. Ces dettes sont peu après payées par Damory et probablement aussi par Montagu.

## Conséquences et héritage
Bien que Damory, Audley et Montagu quittent la cour à la fin de l'année 1318, Hugues le Despenser les remplace très rapidement dans les faveurs accordées par Édouard II. Despenser contribue les mois suivants à creuser le fossé entre le roi et le comte de Lancastre : la rupture est consommée lors du siège de Berwick en septembre 1319, au cours duquel le retrait prématuré de Lancastre pour pourchasser une armée écossaise traversant ses terres précipite l'abandon du siège de la ville par Édouard. Thomas de Lancastre se retire alors dans ses terres et demeure isolé jusqu'à ce que l'avidité de Despenser provoque en mai 1321 une rébellion conduite par les seigneurs des Marches galloises, parmi lesquels figurent les barons Mortimer de Wigmore et de Chirk et le comte de Hereford. Lancastre apporte son soutien à la révolte, qui contribue à l'exil de Despenser en août 1321, mais lorsqu'Édouard II commence à reprendre l'avantage militaire contre les rebelles à l'automne 1321, le magnat ne peut organiser une défense efficace contre le roi, notamment parce qu'il se refuse à soutenir Bartholomew de Badlesmere, qui a rallié le camp des insurgés. Le roi finit par déclarer Lancastre traître et, le 16 mars 1322, l'armée du comte est vaincue lors de la bataille de Boroughbridge. Lancastre est capturé et exécuté quelques jours plus tard. Après qu'Édouard II ait ainsi éliminé ses adversaires, il règne sans opposition avec l'aide de Despenser jusqu'à ce qu'il soit renversé par Roger Mortimer de Wigmore en automne 1326.
L'historien William Stubbs a fait valoir dans son ouvrage Constitutional History of England, paru en 1875, qu'un troisième parti dit « du Milieu », situé entre le parti de la cour et celui de Lancastre, aurait été particulièrement actif dans les négociations du traité de Leake. Il inclut dans cette faction les comtes de Pembroke et de Hereford, ainsi que le baron Badlesmere et les nombreux évêques ayant contribué à l'élaboration de l'accord. La thèse de Stubbs est soutenue quelques décennies plus tard par T. F. Tout, qui constate que le traité de Leake constitue le succès de ce parti du Milieu. Des analyses plus récentes soutiennent cependant que le comte de Pembroke et le baron Badlesmere sont au moment de la conclusion du traité de loyaux partisans du roi et qu'il n'y aurait en fait jamais eu de parti du Milieu,. D'autre part, Thomas de Lancastre se trouve au moment des négociations privé des soutiens qu'il avait reçus avant son départ du gouvernement en 1316 et donc politiquement isolé. Dès lors, le traité de Leake doit être avant tout considéré comme le succès des partisans modérés du roi, qui sont à cette occasion soutenus par des évêques qui se déclarent alors prêts à prodiguer leurs conseils pour le salut de la couronne. Édouard II lui-même semble s'être plutôt désintéressé des négociations, tandis que ses courtisans se sont davantage préoccupés de la sauvegarde de leurs possessions et de la conclusion d'un accord leur permettant de minimiser leurs pertes personnelles tout en essayant de contenir le mécontentement du comte de Lancastre.

## Sources
- John Maddicott, Thomas of Lancaster, 1307–1322, Oxford, Oxford University Press, 1970 (ISBN 0-19-821837-0, OCLC 132766)
- (en) May McKisack, The Fourteenth Century : 1307–1399, Oxford, Oxford University Press, 1959, 598 p. (ISBN 0-19-821712-9, OCLC 183353136)
- Seymour Phillips, Aymer de Valence, Earl of Pembroke 1307–1324, Oxford, Oxford University Press, 1972 (ISBN 0-19-822359-5, OCLC 426691)
- (en) Michael Prestwich, The Three Edwards : War and State in England 1272–1377, Londres, Weidenfeld and Nicolson, 1980, 336 p. (ISBN 0-297-77730-0, OCLC 185679701)